# 田見龍
田見龍（？年—？年），湖廣承宣布政使司隨州（今湖北省隨州市）人。明朝政治人物。

## 生平
崇禎元年（1628年）戊辰科進士。崇禎十二年（1639年）官順天府大興縣（今北京市市區）知縣。曾任泰興縣知縣，行取戶部主事。